# Anghel T. Anuțoiu
Anghel T. Anuțoiu (n. 1914, Nistorești, județul Putna, Regatul României - d. 2003, Năruja, județul Vrancea, România) a fost un erou, luptător pentru drepturile omului, salvator de mii de evrei în timpul Holocaustului din România, fost comunist, apoi dizident încarcerat și persecutat de regimul comunist, autorecomandat „invalid politic antifascist”, cinstit cu titlurile de „Cetățean de onoare al Israelului” și de „Drept între popoare”.
Potrivit documentelor de la Institutul Internațional pentru Studierea Holocaustului din Israel, riscându-și viața sa și a familiei, libertatea și avutul, a salvat de la moarte câteva mii de evrei. Pentru faptele sale a fost omagiat de statul Israel, care, pe 9 ianuarie 1979, îl declara „Drept între Popoare“. În august 1990, numele său a fost gravat în „Grădina celor drepți“ de la Yad Vashem din Ierusalim, unde a plantat și un măslin marcat cu o placă onorifică.

## Date biografice
Bădița Anghel, cum îl alintă rudele, s-a născut în 1914 în comuna vrânceană Nistorești, dar a trăit în Năruja și București. Copil sărac, nerecunoscut de tatăl său, Anghel a plecat la  București, unde s-a apropiat de fondatorii Partidului comunist și a apărut în anturajul celebrului Ghiță Cristescu, zis Plăpumaru, cel care a înființat Partidul Comunist Român. De altfel, în dosarul său de la Yad Vashem apare și o poză cu autograf în care Ghiță Cristescu îl ține de braț pe Anițoiu. Același dosar conține câteva sute de scrisori, acte, declarații și fotografii din care reiese activitatea sa antilegionară și antifascistă.
În anul 1938, Anghel Anițoiu lucra la Asociația Veteranilor de Război „Marele Voievod Mihai“ care funcționa pe lângă Casa Regală și era secretar al Comandamentului Corpului 5 Armată. În această calitate, el a avut acces la ordinele secrete privind perchezițiile, arestările și deportările evreilor.

### Drept între popoare
„Între 1938-1944, Anuțoiu a fost secretarul și reprezentantul asociației veteranilor de război Marele Voievod Mihai. El a avertizat pe evreii din comunitățile din Bacău, Brașov, Odobești, Piatra-Neamț și Buzău care urmau să fie arestați - așa că au putut fugi la timp - și i-a ajutat să găsească adăpost.”—Din dosarul nr. 1395 conform căruia Statul Israel i-a conferit cetățeanului român Anghel T. Anuțoiu titlul și medalia Drept între popoare și „Cetățenia de Onoare” a Israelului
.
Drept între popoare (în ebraică : חסיד אומות העולם Hasid Umot HaOlam) este un titlu acordat în viață sau post mortem de Statul Israel prin intermediul institutului „Yad Vashem” pe baza unei legi speciale a Knesset-ului (Parlamentul Israelian), pentru perpetuarea memoriei martirilor și eroilor din perioada Holocaustului. Unul din obiectivele lui Yad Vashem este identificarea și omagierea celor „Drepți între popoare”, neevrei care, în condiții vitrege, când purificarea etnică, jaful, crima și oportunismul deveniseră politică de stat, considerate naționalism și răsplătite cu medalii și onoruri - și-au riscat viața, familia și averea pentru a-și păstra omenia și iubirea aproapelui, ajutându-i și salvându-i pe evreii prigoniți.
În anul 1979, când Israelul a decis să-i recunoască public eroismul și l-a invitat la Ierusalim pentru a-i acorda onorurile cuvenite, regimul democrat-popular i-a interzis ieșirea din România. Maricel Chiciorea, unul dintre nepoții săi, care locuiește în Focșani, relatează că a fost nevoie ca laureatul Premiului Nobel pentru Pace, primul-ministru israelian Menachem Begin să intervină la Nicolae Ceaușescu pentru ca unchiul său să poată primi viza de plecare.
După trei luni, Anuțoiu a revenit în țară pentru a intra în dizgrația securității. „Era tot timpul suspectat pentru că era un om care nu se încadra în regulile statului. El ducea o politică antiregim, era văzut ca un om sălbatic, singuratic. A avut o viață zbuciumată”, relatează Clementa Scăunaș, fost primar al comunei Năruja, unde Anghel Anuțoiu și-a trăit în ultima parte a vieții.
Deși ar fi putut să folosească cetățenia israeliană, inclusiv pensia și celelalte avantaje garantate de titlul obținut, el a preferat lupta, rezistența, în meleagurile de care era legat. S-a refugiat în munți, ca pe vremea lui Antonescu. „Mereu ne spunea că-l caută Securitatea, să-l lege. Eu eram de 11 ani când a venit potera și l-a luat cu cătușe la mâini. Înainte vreme, a stat fugar în Dealu Săcăturii, cel mai înalt munte din Nistorești, unde a mâncat numai mure, zmeură și bureți” (Gaftona Chiciorea, nepoata sa de la Năruja). Femeia își amintește că unchiul ei a fost prins de securiști. „De foame, a coborât în sat. L-au ținut legat șapte luni, iar când a venit acasă ne-a spus că au încercat să-l otrăvească, dar el și-a dat seama și și-a băgat degetele pe gât. De atunci a avut mereu probleme cu stomacul și bea numai ceaiuri”, mai spune nepoata eroului.
Anghel Anuțoiu a murit în anul 2003. Este înmormântat în cimitirul satului Năruja. „În sufletele noastre, numele Anuțoiu Anghel este scris cu litere de aur și așa va rămâne pentru că a respectat ceea ce propăvăduiește Biblia și anume: «Iubește-ți aproapele» (Mina Iancu - Yad Vashem).

### Yad Vashem - Dosarul nr. 1395
Dosarul nr. 1395 de la Yad Vashem cuprinde mărturii asupra faptelor lui Anuțoiu.
- „Între anii 1938 și 1944, în calitatea sa de secretar al Comandamentului Corpului 5 Armată, a avut posibilitatea să afle secrete de mare importanță, cum ar fi raziile în care trebuiau să fie arestați evreii. Anghel Anuțoiu a folosit aceste știri pentru a-i avertiza pe evrei de pericol și, în acest fel, unii au putut să găsească, chiar cu ajutorul lui, locuri de ascuns și a rămâne în viață” (Mina Iancu, directoarea adjunctă a departamentului Drepți între Popoare de la Institutul pentru Studierea Holocaustului din Ierusalim).[4]
- Pe lista celor care îi datorează viața se află și Fișel Faibiș, un evreu din București pe care l-a avertizat, în februarie 1940, că o bandă de legionari intenționa să-l jefuiască și apoi să-l omoare. În august 1941, el a revenit noaptea la același domn Fishel și l-a luat de acasă pentru a-l ascunde de raziile despre care știa că urmau să aibă loc a doua zi.
- Rabinul Șimon Bercovici de la Buzău a declarat sub jurământ că Anghel Anuțoiu l-a ajutat să părăsescă orașul în timpul perchezițiilor și că l-a ascuns la un prieten din copilărie, cizmar de meserie.
- Potrivit altor mărturii, el ar fi ajutat mulți alți evrei, ca dr. Graumfeld, Marele Rabin Ernest Deutsch și alții. „Între 1938-1944, Anuțoiu a avertizat pe evreii din comunitățile din Bacău, Brașov, Odobești, Piatra-Neamț și Buzău că urmau să fie arestați, așa încât au putut fugi la timp, și i-a ajutat să găsească adăpost”, se arată în raportul Comisiei Internaționale de Studiere a Holocaustului din România.

#### A luat apărarea evreilor față de Antonescu
Cu toate că nu există dovezi istorice directe care să atesteze întâlnirea lui Anuțoiu cu Ion Antonescu, există mărturii care sprijnă această teză: 
- „Și-a sacrificat mâna stângă pentru a nu lua parte cu armata la arestările evreilor și îi provoca și pe alții în acest scop, cum ar fi fratele său, Andrei Anuțoiu, în condițiile în care aceste fapte erau pedepsite cu moartea de Codul Justiției Militare. În cursul anului 1943, Anuțoiu Anghel mi-a plătit, în secret, găzduirea și ascunderea în locuința mea din București a evreicii Roza Rozenberg, femeie în vârstă fugită de prigoană. Sunt martor ocular și v-am descris adevărul cu sinceritate” (din mărturia Vasilicăi  Moisiuc, fostă funcționară a Consulatului SUA din București, în prezent decedată).
- „Anuțoiu este primul din România celui de-al Doilea Război Mondial care a avut curajul răspunderii în fața mareșalului Antonescu, la 14 octombrie 1941, de a lua apărarea evreilor din România la cel mai înalt nivel de stat, cerând energic conducătorului statului să desființeze lagărele evreiești și cartela lor cu diagonală albastră” (Din mărturia Etei Lidia Fainstain, supraviețuitoare a lagărului de la Auschwitz, unde și-a pierdut toată familia).[4]